# Casas de Guijarro
Casas de Guijarro – gmina w Hiszpanii, w prowincji Cuenca, w Kastylii-La Mancha, o powierzchni 8,2 km². W 2011 roku gmina liczyła 140 mieszkańców.